# Astroceras elegans
Astroceras elegans is een slangster uit de familie Euryalidae.
De wetenschappelijke naam van de soort werd in 1917 gepubliceerd door Francis Jeffrey Bell.